# Кено I том Брок

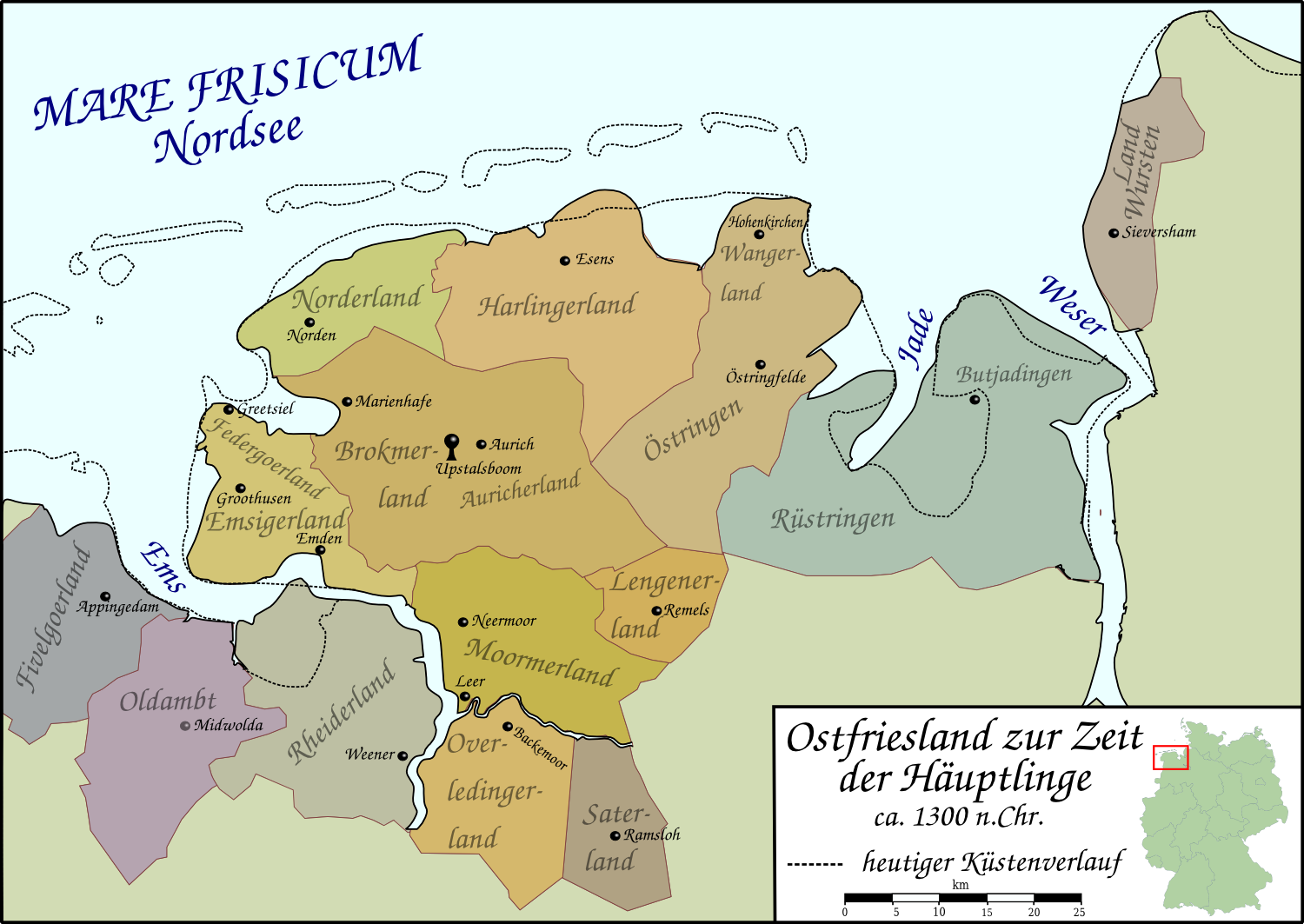
Восточная Фризия в период правления хофтлингов

Кено I том Брок, до прихода во власть Кено Хилмерисна (нем. Keno I. tom Brok; ок. 1310 — 1376) — восточнофризский хофтлинг (вождь) Брокмерланда. Он был сыном Хилмера.

## Биография
Кено I том Брок происходил из уважаемой семьи, которая считалась одной самых влиятельных в Нордерланде. Кено Кенесна, вероятно, его дед, был там одним из трёх консулов ещё в 1309 году. Внук консула Кено Кено Хилмерисна стал в 1347 году хофтлингом, управляющим Броком, Мариенхафе и Аурихом. В 1361 году Кено I том Брок возглавил армию против Эдо Вимкена-старшего.
В папской грамоте от 1371 года Кено впервые упоминается как лат. capitaneus Brocmanie, то есть хофтлинг Брокмерланда. В какой-то момент между 1347 годом, когда он, впервые упомянутый в документе как человек благородного происхождения с формой именования по отчеству Keno Hilmerisna in Brocmania, помог урегулировать юридическую сделку в Эмсигерланде и обладал судебной властью в приходах Уттум и Вискара, и 1371 годом, вероятно, уже 1361 годом или раньше, он достиг высшей должности хофтлинга всего Брокмерланда. После этого семья стала именовать себя том Брок по названию земли.
Его старший сын, Окко, которого королева Неаполя сделала кондотьером, был мужем дочери хофтлинга Штракхольта и Хинте, получившей прозвище «Кваде Фёлке» (Злая Фёлке, от н.-нем. quade — злой) из-за её предполагаемой жестокости. В 1376 году он принял наследство своего отца и расширил сферу своего влияния почти на всю Восточную Фризию. После его смерти его жена Фёлке взяла на себя правление, пока их сыновья Видцельд и Кено II том Брок не достигли совершеннолетия.